# Canariomys tamarani
La rata gigante de Gran Canaria (Canariomys tamarani) es una especie extinta de roedor miomorfo de la familia Muridae. Era endémica de la isla de Gran Canaria (Canarias, España). Se han encontrado restos fósiles de este animal en las zonas centrales de la isla. Esta rata alcanzaba un tamaño de 25 centímetros, un tamaño similar a la rata gris. La colonización de las islas por parte de los españoles y especialmente la introducción del gato causaron su extinción. 
Aparte de esta rata de Gran Canaria, en Tenerife se han encontrado restos de otra rata gigante, Canariomys bravoi, cuyos fósiles datan del Plioceno y Pleistoceno, por lo que se sabe que habitaba desde antes de la llegada del hombre a dicha isla.  